# 陳栢緯
陳栢緯博士，JP （1970年1月21日—），香港氣象學家，現任香港天文台台長。

## 生平
陳栢緯於香港出生，小學在聖公會聖提摩太小學讀書，創下六年第一的紀錄，中學於華英中學就讀，並於中學會考取得8A成績。他在就讀中七時，支撐家庭生計的父親離世。雖然如此，陳栢緯在中學畢業後，在沒有與家人商量之下，選擇選修自己很感興趣的香港大學物理和數學學士。由於陳栢緯沒有興趣就讀收入穩定的醫科，反而鍾情於出路成疑的純理科，因此曾令家人感到「少少不開心」。學士畢業後，陳栢緯再修讀天體物理學碩士，期間獲得尤德爵士紀念基金研究生獎學金資助，進行與中子星相關的研究。
陳栢緯在碩士畢業後，當時香港正興建赤鱲角機場，天文台需要增聘大量人手為新機場的氣象所進行天氣觀測、發出天氣預報和警報等工作。陳栢緯便因興趣於1994年4月加入政府任職科學主任，在天文台負責天氣預報工作。在機場氣象科工作二十多年間，陳栢緯負責製作天氣預報產品、主持電視天氣節目及研發氣象儀器等。他開發了香港國際機場風切及湍流警報系統，並將氣象浮標、激光雷達等科技引進機場的天氣預報之中。
2010年1月，陳栢緯晉升為高級科學主任，出任航空氣象服務科「氣象預測系統組」主管，專責數值預報系統發展及業務運作、機場風切變、湍流預警服務及機場氣象觀測系統。2019年6月，陳栢緯由高級科學主任晉升為天文台助理台長，負責天氣預測及警告服務科。2023年3月，陳栢緯升任天文台台長，接替退休的鄭楚明。陳栢緯在受訪時指出，他希望透過在氣象科學研究和天氣預測層面上，引入與應用人工智慧技術；以及提升現有氣象儀器的效能，以掌握更多大氣的物理過程，務求提升對如颱風及暴雨等惡劣天氣的預測能力。
2023年，陳氏於香港城市大學完成哲學博士學位。他有研究氣象及撰寫論文的喜好，曾在多份期刊上發表論文。

### 天文台台長
陳栢緯就任天文台台長後，天文台在發佈資訊的時間安排較以往的做法清晰，例如在風暴消息中，指出改發熱帶氣旋警告信號的確實時間，及以「至少維持」字眼明確指出可能改發較低颱風信號的時間。這與所有前任台長不會明確表示改發信號的時刻做法不同，例如2022年強烈熱帶風暴馬鞍襲港後，天文台在早上8時許表示「即將改發三號強風信號」而引發爭議。
陳栢緯指出，他在1990年代某天完成夜更當值後，在返家休息後，睡醒發現該日天文台在「尷尬的時間」（早上六、七時，正值小朋友上學的時間）遲出暴雨警告，引發很大迴響。因此，他經常與同事或其他部門說，難以排除在尷尬時刻發出天氣警告的可能性，因此天文台有責任盡早向公眾發出清晰的信息。

### 小犬風波及九號信號爭議
熱帶氣旋小犬於2023年10月8日接近香港，天文台在晚上7時正發出九號烈風或暴風風力增強信號，發出警告前只有15分鐘預警，港鐵即時停止露天路段列車服務，包括機場鐵路運作，令大批市民無法乘車回家；另外約一萬六千名剛飛抵本港的旅客滯留香港國際機場。

  
直至當晚11時50分，天文台取消九號烈風或暴風風力增強信號，改發八號烈風或暴風信號，機場服務才得以恢復。事後，在小犬接近時本港風力最強期間，天文台八個參考測風站中，只得長洲達到烈風水平；小犬影響香港期間，天文台延長了取消更高信號時間--10月9日凌晨時份，風力已回落至強風以下水平，但天文台卻延至上午11時40分才取消八號信號。前天文台高級科學主任胡宏俊認爲這或因天文台已在很早時宣布八號風球會維持至早上11時，以至沒有「走盞」的空間。他亦指出，近年，符合天文台公佈的「烈風8中4以上」標準的八號風球甚少，「烈風8中1」，甚至「烈風8中0」發出八號風球的情況卻頗多。胡宏俊認為，天文台在最近都較早講定落波時間讓市民知道，他明白市民應會很開心，因為可以安心睡覺，但缺點是太早宣布，情況會有變，不知會否有考慮是讓市民「開心一點」，可放多半日假，但胡認為，懸掛風球應要有科學根據，要視乎數據作分析，如果政府是想讓市民多放半日假，可以有其他方法，如宣布香港是極端天氣狀況，但用懸掛風球的方式則不太好。另一方面，有部分市民因交通停駛而失預算，在港鐵站滯留，質疑天文台為何不更早預警。香港氣象學會發言人、天文台前助理台長梁榮武指出，九號風球本身就是預警性質，要是不斷將預警時間提早，會增加出錯機會。

## 獎項
- 尤德爵士紀念基金研究生獎學金1992/1993年得獎者[3]

## 外部連結
- 陳栢緯博士, JP （页面存档备份，存于）

| 前任： 鄭楚明 | 香港天文台台長 2023年3月13日－ | 現任 |